# A. J. 힌치

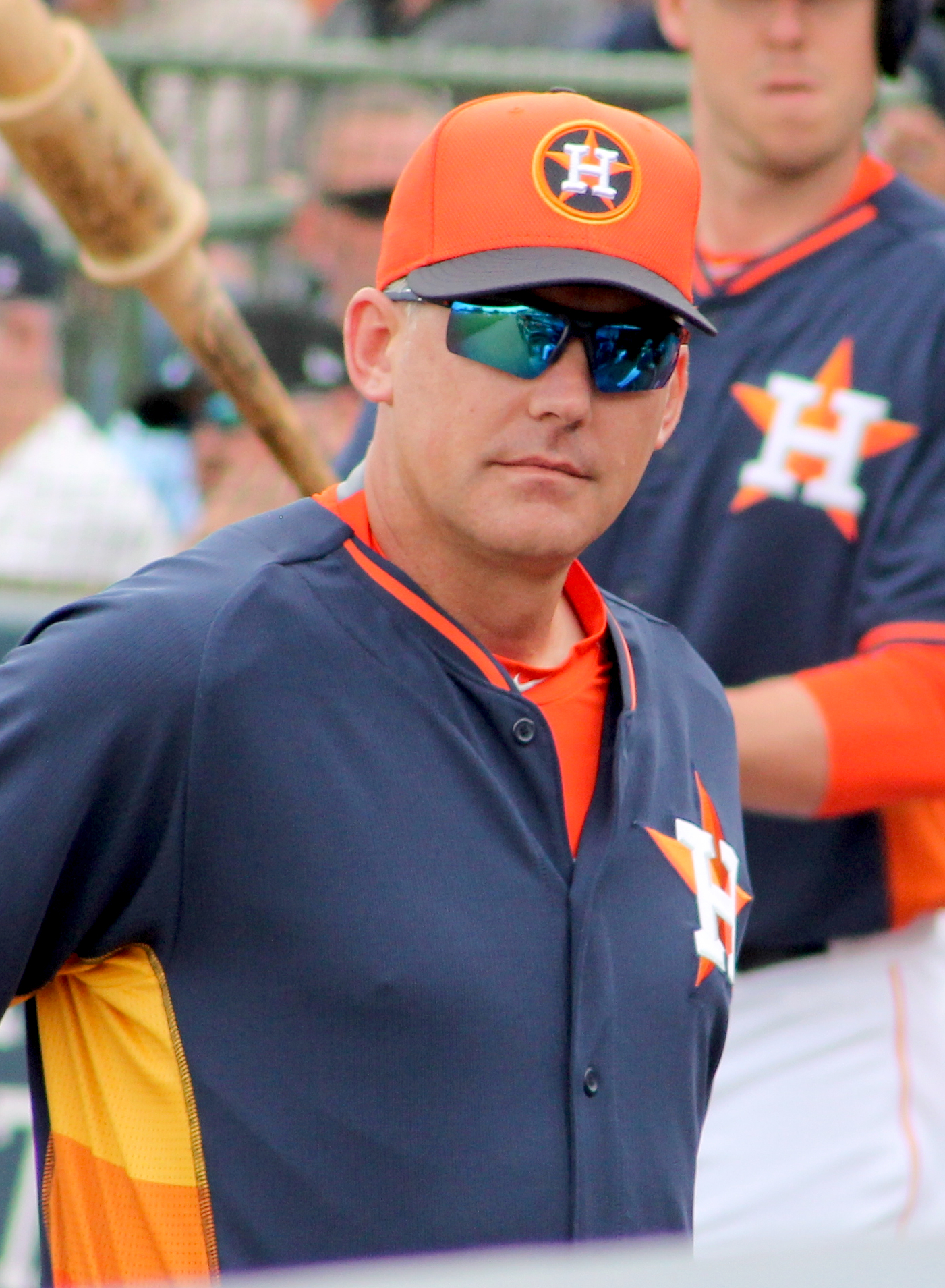
2015년 휴스턴 애스트로스에서의 모습

A. J. 힌치(A. J. Hinch, 본명: 앤드류 제이 힌치, Andrew Jay Hinch, 1974년 5월 15일 ~ )는 미국의 프로 야구 코치이자 메이저 리그 베이스볼(MLB) 디트로이트 타이거스의 감독을 맡은 전직 선수이다. 힌치는 오클랜드 애슬레틱스(1998–2000), 캔자스시티 로열스(2001–2002), 디트로이트 타이거스(2003) 및 필라델피아 필리스(2004)에서 포수로 활약했다.
선수 생활을 은퇴한 후 힌치는 2009년 5월부터 2010년 7월까지 애리조나 다이아몬드백스를 관리했고, 2010년 9월부터 2014년 8월까지 샌디에이고 파드레스의 프로 스카우트 담당 부사장을 역임했다. 2015년부터 2019년까지 휴스턴 애스트로스를 관리하며 우승을 차지했다. 2017년 로스앤젤레스 다저스를 상대로 월드시리즈에 진출했으나 휴스턴 애스트로스 사인 훔치기 스캔들에 연루된 역할로 인해 2020시즌 출전 정지 처분을 받은 뒤 해고됐다. 타이거스는 2021 시즌 이전에 힌치를 고용했다.